# Cibarengkok (Bojongpicung)
Cibarengkok is een bestuurslaag in het regentschap Cianjur van de provincie West-Java, Indonesië. Cibarengkok telt 5666 inwoners (volkstelling 2010).